# Perša Liha 2011-2012
La Perša Liha 2011-2012 è stata la 21ª edizione della seconda serie del campionato ucraino di calcio. La stagione è iniziata il 16 luglio 2011 ed è terminata il 30 maggio 2012.

## Stagione

### Novità
Al termine della passata stagione, sono salite in Prem"jer-liha Oleksandrija e Čornomorec'. Sono retrocesse in Druha Liha Prykarpattja e Fenichs-Illičovets. Sono salite dalla Druha Liha Mykolaïv e Olimpik Donec'k.
Dalla Prem"jer-liha 2010-2011 sono retrocessi Sevastopol' e Metalurh Zaporižžja.
Prima dell'inizio della stagione, lo Zakarpattja ha cambiato denominazione in Hoverla-Zakarpattja; il Dnister Ovidiopol', invece, ha spostato la sua sede nella città di Odessa cambiando denominazione in Odessa.

### Formula
Le diciotto squadre si affrontano due volte, per un totale di trentaquattro giornate. Le prime due classificate vengono promosse in Prem"jer-liha. 
Le ultime due classificate retrocedono in Druha Liha. La terzultima, invece, disputerà uno spareggio promozione-retrocessione contro la vincente dell'incontro tra le due seconde classificate dei due gironi di Druha Liha.

## Classifica finale
|  | Pos. | Squadra             | Pt | G  | V  | N  | P  | GF | GS | DR  |
|  | ---- | ------------------- | -- | -- | -- | -- | -- | -- | -- | --- |
|  | 1.   | Hoverla-Zakarpattja | 84 | 34 | 27 | 3  | 4  | 67 | 16 | +51 |
|  | 2.   | Metalurh Zaporižžja | 76 | 34 | 24 | 4  | 6  | 77 | 32 | +45 |
|  | 3.   | Sevastopol'         | 76 | 34 | 23 | 7  | 4  | 60 | 22 | +38 |
|  | 4.   | Arsenal Bila Cerkva | 62 | 34 | 18 | 8  | 8  | 51 | 39 | +12 |
|  | 5.   | Krymteplycja        | 60 | 34 | 17 | 9  | 8  | 50 | 38 | +12 |
|  | 6.   | Bukovyna Černivci   | 57 | 34 | 15 | 12 | 7  | 38 | 29 | +9  |
|  | 7.   | Stal' Alčevs'k      | 50 | 34 | 14 | 8  | 12 | 51 | 50 | +1  |
|  | 8.   | Dinamo-2 Kiev       | 50 | 34 | 15 | 5  | 14 | 39 | 39 | 0   |
|  | 9.   | Helios Charkiv      | 48 | 34 | 13 | 9  | 12 | 53 | 45 | +8  |
|  | 10.  | Naftovyk-Ukrnafta   | 44 | 34 | 12 | 8  | 14 | 49 | 43 | +6  |
|  | 11.  | Zirka               | 43 | 34 | 13 | 5  | 16 | 53 | 49 | +4  |
|  | 12.  | Olimpik Donec'k     | 40 | 34 | 11 | 7  | 16 | 38 | 44 | -6  |
|  | 13.  | Nyva Vinnycja       | 32 | 34 | 7  | 11 | 16 | 21 | 39 | -18 |
|  | 14.  | Tytan Armjans'k     | 32 | 34 | 9  | 5  | 20 | 33 | 59 | -26 |
|  | 15.  | Odessa              | 31 | 34 | 7  | 10 | 17 | 37 | 51 | -14 |
|  | 16.  | Mykolaïv            | 28 | 34 | 9  | 4  | 21 | 33 | 51 | -18 |
|  | 17.  | Enerhetyk Burštyn   | 19 | 34 | 5  | 4  | 25 | 26 | 72 | -46 |
|  | 18.  | L'viv (-3)          | 18 | 34 | 6  | 3  | 25 | 21 | 79 | -58 |

Legenda:
      Promossa in Prem"jer-liha 2011-2012
 Ammessa allo spareggio promozione-retrocessione
      Retrocessa in Druha Liha 2011-2012
      Esclusa a campionato in corso.
Note:
Tre punti a vittoria, uno a pareggio, zero a sconfitta.

## Spareggio promozione/retrocessione
Allo spareggio promozione/retrocessione prendono parte la terzultima classificata della Perša Liha (Mykolaïv) e la vincente dell'incontro tra le seconde classificate dei due gironi di Druha Liha (Avanhard Kramators'k).
|          | Risultati |                      | Luogo e data                 |
| -------- | --------- | -------------------- | ---------------------------- |
| Mykolaïv | 4 - 3     | Avanhard Kramators'k | Chmel'nyc'kyj, 3 giugno 2012 |